# Indonesische presidentsverkiezingen 2004
De presidentsverkiezingen in Indonesië in 2004 waren de eerste verkiezingen in Indonesië waarbij de president en vicepresident direct werden gekozen. De verkiezingen werden gehouden in twee ronden, op 5 juli en 20 september 2004. Susilo Bambang Yudhoyono werd verkozen tot president voor de termijn van 2004 tot 2009.

## Achtergrond
Voor 2004 werd de Indonesische president gekozen door het Raadgevend Volkscongres (MPR). Lange tijd, tijdens de Nieuwe Orde, werd elke vijf jaar Soeharto opnieuw tot president benoemd. Na de val van het Soeharto-regime in 1998 was de MPR vanaf de parlementsverkiezingen van 1999 grotendeels gekozen op basis van vrije verkiezingen. Dit leidde tot de verkiezing van eerst Abdurrahman Wahid (1991-2001) en vervolgens Megawati Soekarnoputri (2001-2004). Tijdens het presidentschap van Megawati voerde de MPR in 2002 enkele wijzigingen door aan de Indonesische Grondwet. Een daarvan was dat er voortaan directe verkiezingen voor de president en vicepresident zouden zijn, waarbij politieke partijen kandidaten zouden mogen nomineren.
Welke partijen kandidaten voor de eerste directe presidentsverkiezingen van 2004 mochten nomineren werd bepaald op basis van de parlementsverkiezingen van 5 april 2004. Om een presidentskandidaat te mogen nomineren moest een partij (of coalitie van partijen) ten minste 5% van de stemmen van de parlementsverkiezingen of ten minste 3% van de zetels in de Volksvertegenwoordigingsraad (DPR) hebben. Op basis van de verkiezingen voldeden zeven partijen aan deze voorwaarden: Golkar, PDI-P, PKB, PPP, de Democratische Partij, PKS en PAN. Zes van deze partijen besloten inderdaad een presidentskandidaat voor te stellen, enkel de PKS schaarde zich achter de kandidaat van de PAN. De kandidaat van de PKB, Abdurrahman Wahid, kwam niet door de medische test die bij de procedure van de kiescommissie hoorde, waardoor er uiteindelijk vijf kandidaten overbleven.

## Kandidaten
| Nr. | Kandidaten voor presidentschap en vicepresidentschap | Kandidaten voor presidentschap en vicepresidentschap | Partij | Partij                                               |
| --- | ---------------------------------------------------- | ---------------------------------------------------- | ------ | ---------------------------------------------------- |
| 1   |                                                      | Wiranto Salahuddin Wahid                             |        | Golkar                                               |
| 2   |                                                      | Megawati Soekarnoputri Hasyim Muzadi                 |        | Strijdende Indonesische Democratische Partij (PDI-P) |
| 3   |                                                      | Amien Rais Siswono Yudo Husodo                       |        | Nationale Mandaatpartij (PAN)                        |
| 4   |                                                      | Susilo Bambang Yudhoyono Jusuf Kalla                 |        | Democratische Partij (Demokrat)                      |
| 5   |                                                      | Hamzah Haz Agum Gumelar                              |        | Verenigde Ontwikkelingspartij (PPP)                  |

## Verkiezingsresultaten

### Eerste ronde
De eerste ronde op 5 juli 2004 werd gewonnen door Susilo Bambang Yudhoyono ("SBY"), met 33% van de stemmen. Tweede werd de zittende president Megawati Soekarnoputri met 26% van de stemmen. Omdat geen van de kandidaten een absolute meerderheid had, gingen deze twee kandidaten door naar de tweede stemronde.
| Nr. | Kandidaat | Kandidaat                | Aantal stemmen | Percentage |
| --- | --------- | ------------------------ | -------------- | ---------- |
| 1.  |           | Wiranto                  | 26.286.788     | 22,15%     |
| 2.  |           | Megawati Soekarnoputri   | 31.569.104     | 26,61%     |
| 3.  |           | Amien Rais               | 17.392.931     | 14,66%     |
| 4.  |           | Susilo Bambang Yudhoyono | 39.838.184     | 33,57%     |
| 5.  |           | Hamzah Haz               | 3.569.861      | 3,01%      |

### Tweede ronde
De tweede ronde op 20 september 2004 werd gewonnen door Susilo Bambang Yudhoyono van de Democratische Partij.
| Nr. | Kandidaat | Kandidaat                | Aantal stemmen | Percentage |
| --- | --------- | ------------------------ | -------------- | ---------- |
| 2.  |           | Megawati Soekarnoputri   | 44.990.704     | 39,38%     |
| 4.  |           | Susilo Bambang Yudhoyono | 69.266.350     | 60,62%     |

## Vervolg
Susilo Bambang Yudhoyono werd op 20 oktober 2004 ingezworen als de 6e president van Indonesië, en Jusuf Kalla als 12e vicepresident. Zij stelden vervolgens het Verenigd Indonesië-kabinet I samen. Naast de Democratische Partij van Yudhoyono waren ook de partijen Golkar, Partij van het Nationale Ontwaken (PKB), Maan en Ster-partij (PBB), Verenigde Ontwikkelingspartij (PPP), Nationale Mandaatpartij (PAN), Partij voor Rechtvaardigheid en Welvaart (PKS) en de Indonesische Partij voor Rechtvaardigheid en Eenheid (PKPI) onderdeel van de coalitie. Het begin van de regeertermijn van Yudhoyono werd overschaduwd door de zeebeving in de Indische Oceaan van 26 december 2004.